# María Julia Mantilla
María Julia “Maju” Mantilla García (Trujillo, 10 luglio 1984) è una modella e sportiva peruviana, vincitrice del concorso di bellezza Miss Mondo 2004.

## Biografia
Ex Miss Perù 2004, María Julia Mantilla è stata incoronata cinquantaquattresima Miss Mondo il 4 dicembre 2005 nel Beauty Crown Theatre di Sanya, in Cina, ricevendo la corona dalla Miss Mondo uscente, l'irlandese Rosanna Davison. È la seconda Miss Mondo peruviana, dopo Madeleine Hartog Bell nel 1967.
Nel 2001, María Julia Mantilla era stata campionessa peruviana di triathlon e pentathlon, ed era stata eletta atleta dell'anno. Durante il suo anno di regno ha lavorato nel campo della moda e della televisione in Perù, dopo di che si è dedicata allo studio per diventare insegnante.